# Доњи Гаљиповци
Доњи Гаљиповци су насељено мјесто у општини Прњавор, Република Српска, БиХ. Према попису становништва из 1991. у насељу је живјело 426 становника.

## Историја
Ово место се раније називало Галиповци српски. Према попису становништва из 1879. у овом месту је живело 246 становника грко-источне (православне)вероисповести. По попису становништва из 1910. године у њему су живела 334 становника српске националности, а према попису становништва из 1921. год. у њему је живело 338 Срба, 79 Русина и 40 Пољака.

## Становништво
| Националност       | 1991. | 1981. | 1971. | 1961. |
| Срби               | 381   | 387   | 426   | 422   |
| Југословени        | 6     | 15    |       |       |
| Хрвати             | 1     | 1     | 2     |       |
| Муслимани          |       | 1     |       | 1     |
| остали и непознато | 36    | 31    | 39    | 27    |
| Укупно             | 426   | 435   | 467   | 450   |

| Демографија | Демографија | Демографија |
| Година      | Становника  | Становника  |
| ----------- | ----------- | ----------- |
| 1961.       | 450         |             |
| 1971.       | 467         |             |
| 1981.       | 435         |             |
| 1991.       | 426         |             |